# 4 mars dans les chemins de fer
4 février 4 avril
Chronologies thématiques
- Croisades
- Sports
- Disney

Cette page concerne les événements qui se sont déroulés un 4 mars dans les chemins de fer.

## Événements

### XIXesiècle
- 1863 : France : Ouverture de la section Billère-Dax de la ligne Bayonne-Toulouse (compagnie du Midi)